# Горки (Писковичская волость)
Горки — деревня в Псковском районе Псковской области России. Входит в состав Писковичской волости.
Деревня расположена на юге одного из островов в дельте реки Великая — острова Горушка, в 14 км к северо-западу от центра города Пскова.
Численность населения по состоянию на 2000 год составляла 3 жителя.
В деревне имеется часовня Николая Чудотворца и дом рыбака Тимофея Манухова, в котором останавливался С. М. Киров в сентябре 1931-1933 гг. На доме установлена памятная доска. На южном берегу у одного из домов установлен памятник, посвящённый рыбакам и жителям деревни Горки. В годы советской власти с деревней имелось водное сообщение.
Ныне в Горки можно добраться на своей лодке, либо по льду зимой. Просёлочная дорога идёт от Муровиц по берегу реки и заканчивается напротив деревни. Дорога может быть грязной, либо вовсе частично подтопленной, в зависимости от сезона или дождливого года.